# Kari Wahlgren

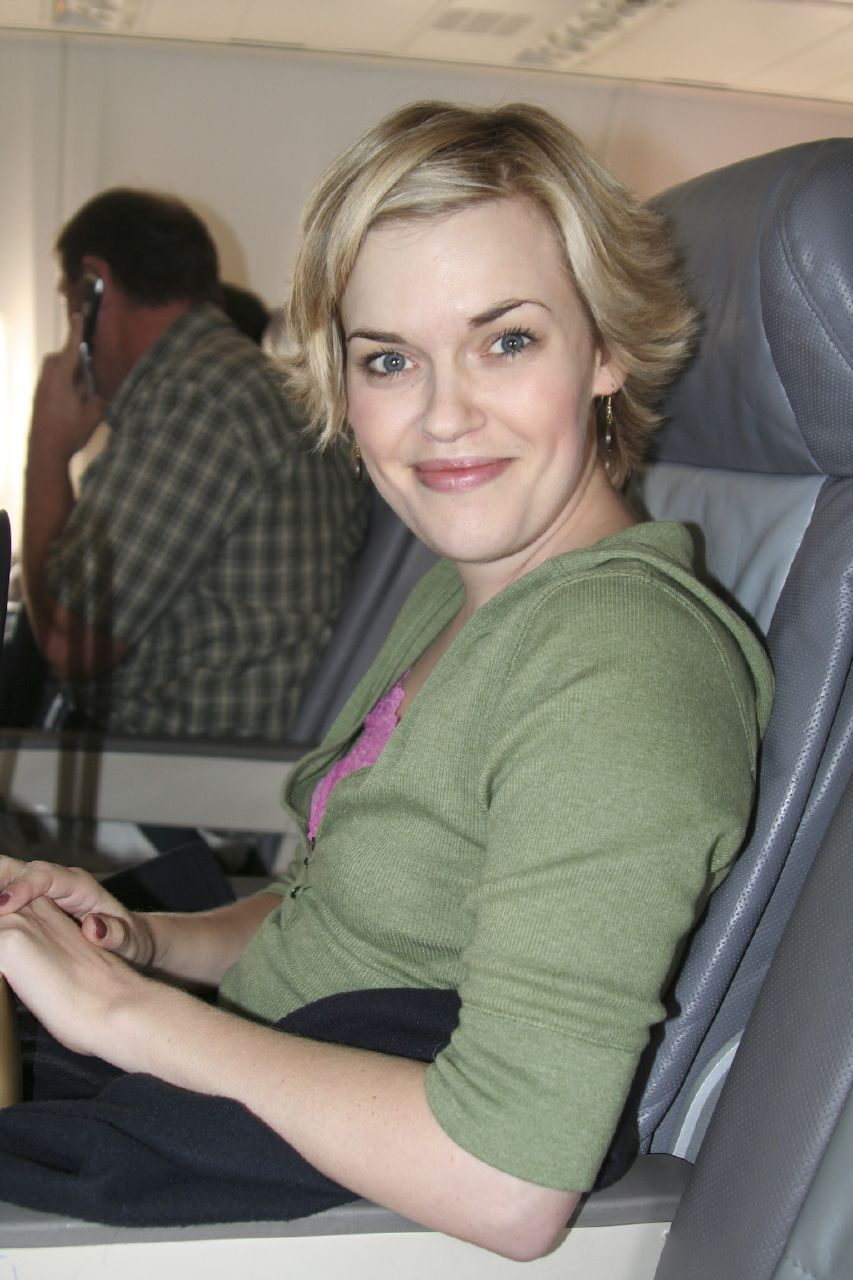
Kari Wahlgren.

Kari K. Wahlgren (nascida em 1977 em Hoisington, Kansas) é uma dubladora norte americana de diversos animes e jogos de video games.

## Filmografia
- Neverland - Tink (Tinkerbell)

### Animações
- American Dragon: Jake Long - Silver
- Ben 10 - Charmcaster (episódios "Tough Luck", "A Change of Face", "Don't Drink the Water", "Ben 10 vs. the Negative 10"), Grey Matter Gwen (episódio "Gwen 10"), Toddler Hex (episódio "Don't Drink the Water")
- Donkey Kong Country-Baby Donkey Kong
- The Grim Adventures of Billy and Mandy - Hariel/Kid #3 (episode "Nergal's Pizza/Hey, Water You Doing?"), Velma Green the Spider Queen (movie Wrath of the Spider Queen)
- Kim Possible- Electronique (episode "Stop Team Go")
- Legion of Super-Heroes - Saturn Girl, Triplicate Girl/Duo Damsel, Infectious Lass, Shrinking Violet, Ayla Ranzz
- Lil' Bush - Lil' Hillary, Lil' Condi
- The Little Mermaid: Ariel's Beginning (2008 DVD  The Little Mermaid e The Little Mermaid II: Return to the Sea) - Attina
- The PJs-The H.U.D. Woman
- The Secret Saturdays -
- Super Robot Monkey Team Hyperforce Go! - Nova
- Tak and the Power of Juju - Jeera
- Wolverine and the X-Men - Emma Frost
- Phineas and Ferb - Susy Johnson
- Kung Fu Panda Legends Of Awesomeness - Tigress
- Bunsen is a Beast - Amanda

#### Anime

##### Kari Wahlgren
- Blood+ - Saya Otonashi, Diva
- Cardcaptor Sakura Movie 2: The Sealed Card - Sakura Kinomoto
- Digimon Data Squad - Relena
- Eureka Seven - Anemone
- FLCL - Haruko Haruhara
- Hellsing Ultimate - Rip Van Winkle
- Immortal Grand Prix - Michiru Satomi, Luca
- Last Exile - Lavie Head
- Le Portrait de Petit Cossette - Yuu Saiga
- Lucky Star - Kagami Hiiragi
- Mars Daybreak - Rosetta
- The Melancholy of Haruhi Suzumiya - Tsuruya, Kyon's Sister, Mai Zaizen
- Naruto - Mikoto Uchiha, Tayuya, Young Kimimaro, Hana Inuzuka
  - Naruto the Movie: Ninja Clash in the Land of Snow - Koyuki Kazehana/Yukie Fujikaze
  - Naruto the Movie 2: Legend of the Stone of Gelel - Fugai
  - Naruto the Movie 3: Guardians of the Crescent Moon Kingdom - Hikaru Tsuki
- Rave Master - Remi
- Robotech: The Shadow Chronicles - Ariel
- Samurai Champloo - Fuu Kasumi
- Scrapped Princess - Pacifica Casull
- Steamboy - Scarlett O'Hara
- Strait Jacket - Rachel Hammond
- Tenchi Muyo! OVA 3 - Noike Kamiki Jurai, Airi Masaki, Misaki Jurai, Mitoto Kuramitsu, Minaho Masaki
- Witch Hunter Robin - Robin Sena
- Wolf's Rain - Cher Degre
- Zatch Bell! - Vozes adicionais
- Yukikaze - Captain Edith Foss

##### Kay Jensen
- Ai Yori Aoshi e Ai Yori Aoshi Enishi - Chika Minazuki
- Angel Tales - Momo the Monkey
- Chobits - Yumi, Kotoko
- Figure 17 - Tsubasa Shiina
- Gatekeepers 21 - Miu Manazuru
- Gungrave - Mika Asagi
- Heat Guy J - Kyoko Milchan; Princess (Ep 14)
- Marmalade Boy - Anju Kitahara
- Someday's Dreamers - Yume Kikuchi

##### Jennifer Jean
- Gad Guard - Arashi Shinozuka
- Immortal Grand Prix (microseries only) - Liz Ricarro, Luca
- Mobile Suit Gundam F91 - Annamarie Bourget

##### Outros nomes
- Lunar Legend Tsukihime - Kohaku (as Lean Allen)
- Please Twins! (Onegai Twins) - Miina Miyafuji (as Jan Irving)
- Tenchi Muyo! GXP - Airi Masaki, Sasami Masaki Jurai, Karen, Yoshiko Yamada, Mitoto Kuramitsu, Minaho Masaki, Mrs. Kaunaq, Mashisu Kuramitsu (as Renee Emerson)

### Video Games
- .hack//G.U. vol. 1//Rebirth - Shino, Kaede
- .hack//G.U. vol. 2//Reminisce - Shino, Kaede
- .hack//G.U. vol. 3//Redemption - Shino, Kaede
- Ar tonelico: Melody of Elemia - Aurica Nestmile (uncredited)
- Armored Core 4 - Fiona Jarnefeldt
- ATV Offroad Fury 4 - Voice over and Motion Capture talent
- Buffy the Vampire Slayer: Chaos Bleeds - Willow Rosenberg
- Dead Head Fred - Additional Voices
- Dead or Alive Xtreme 2 - Kasumi, Nikki
- Devil May Cry 3 - Lady (Mary)
- Devil May Cry 4 - Lady (Mary)
- Dirge of Cerberus: Final Fantasy VII - Shelke Rui
- Drakengard - Furiae (uncredited)
- Fatal Frame II: Crimson Butterfly - Mio Amakura
- Final Fantasy XII - Princess Ashelia B'nargin Dalmasca "Ashe"
- Final Fantasy Tactics: The War of the Lions - Princess Ovelia Atkascha
- From Russia with Love - Tatiana Romanova
- Guild Wars Nightfall - Tahlkora, Additional Voices
- Guild Wars: Eye of the North - Gwen, Additional Voices
- Haunted Apiary - Janissary James
- Jeanne d'Arc - Jeanne d'Arc
- Lupin the 3rd: Treasure of the Sorcerer King - Teresa Faust (as Kay Jenson)
- Metal Gear Solid: Portable Ops - Teliko Friedman
- Metal Gear Solid 4: Guns of the Patriots - Enemy Soldiers
- Ninja Gaiden II - Sonia
- No More Heroes - Jeane
- Prince of Persia - Elika
- Project Sylpheed - Ellen Bernstein
- Rogue Galaxy - Lilika
- Samurai Champloo: Sidetracked - Fuu Kasumi (como Kay Jensen)
- Soulcalibur III - Setsuka
- Soulcalibur III: Arcade Edition - Setsuka (uncredited)
- Shadow Hearts: Covenant  - Karin Koenig (as Jennifer Jean)
- Spider-Man 3  - Mary-Jane Watson
- Star Wars Episode III: Revenge of the Sith - Serra Keto
- Star Wars: The Force Unleashed - Darth Phobos
- Tales of Symphonia - Raine Sage (as Kari Whalgren)
- Tokobot Plus: Mysteries of the Karakuri - Ruby, Arias
- Valkyria Chronicles - Irene Ellet
- Xenosaga Episode I: Der Wille zur Macht  - Febronia, Pellegri (uncredited)
- Xenosaga Episode II: Jenseits von Gut und Böse - 100-Séries Realian, Febronia, Pellegri
- Xenosaga Episode III: Also sprach Zarathustra - Febronia, Pellegri, 100-Séries Realian
- Yakuza -Vozes adicionais